# Salomon August Andrée
Salomon August Andrée (18. října 1854 – říjen 1897) byl švédský vzduchoplavec, který se neúspěšně pokusil o dosažení severního pólu pomocí balonu.
Vystudoval Královský technologický institut ve Stockholmu a pracoval na patentovém úřadu. V letech 1882 až 1883 se zúčastnil vědecké výpravy na Špicberky, kterou vedl Nils Gustaf Ekholm. Inženýr Andrée byl nadšený propagátor balonového létání, v roce 1895 přednesl ve švédské akademii návrh na dobytí severního pólu vzdušnou cestou. Jeho plán finančně podpořil Alfred Nobel.

## Expedice na severní pól
Andrée sestrojil vodíkem plněný balon Örnen (Orel) a v květnu 1897 odjel lodí na Špicberky. 11. července téhož roku balon, jehož posádku tvořili kromě Andréeho Knut Fraenkel a Nils Strindberg, odstartoval z ostrova Danskøya směrem k severnímu pólu. Od té doby výpravu nikdo nespatřil. Záhadu jejího zmizení vysvětlila až v roce 1930 posádka norské lodi Bratvaag, která nalezla na Bílém ostrově pozůstatky členů expedice. Vyšlo najevo, že balon se v arktických podmínkách brzy pokryl námrazou a ztěžkl tak, že se navzdory vyhazování zátěže neudržel ve vzduchu a 14. července ztroskotal na 83. rovnoběžce. Posádka se vydala pěšky po ledě zpátky na Špicberky a počátkem října všichni její členové zahynuli na Bílém ostrově, patrně na otravu z masa ledních medvědů, kterým se po vyčerpání zásob museli živit. Jejich pozůstatky byly převezeny do Švédska a slavnostně pohřbeny na stockholmském hřbitově Norra begravningsplatsen.

## Umělecké ztvárnění
Krátkou zmínku o Andréeho expedici zakomponoval Géza Včelička do 45. kapitoly svého románu Policejní hodina (nakl. Bohumil Janda, Praha, 1937).
Švédský spisovatel Per Olof Sundman popsal osud výpravy v románu Let inženýra Andréeho (Ingenjör Andrées luftfärd, švédsky 1967, česky 1972 v nakladatelství Odeon).
Jan Troell natočil v roce 1982 o osudu této expedice dobrodružný film Let Orla, který byl nominován na Oscara za nejlepší neanglicky mluvený film.
Švédská ilustrátorka a spisovatelka Bea Uusmaová napsala o výpravě knihu, která vyšla ve slovenštině u vydavatelství Absynt (Expedícia. Môj ľúbostný príbeh, ISBN 978-80-8203-026-9) a v češtině u vydavatelství Argo (Expedice: Můj milostný příběh, ISBN 978-80-257-2461-3).
Švédský spisovatel Jan Wallentin vybudoval kolem osudů Andréeho výpravy část zápletky svého románu Strindbergova hvězda (Strindbergs stjärna, švédsky 2010, česky 2011 v nakladatelství Jota). 